# ГЕС Срепок 3
ГЕС Срепок 3 — гідроелектростанція у центральній частині В'єтнаму. Знаходячись між ГЕС Dray Hling (28 МВт, вище по течії) та ГЕС Срепок 4, входить до складу каскаду на річці Срепок, яка дренує західний схил Аннамських гір та вже на території Камбоджі в районі водосховища ГЕС Lower Sesan II впадає ліворуч у Сесан, котра в свою чергу невдовзі зливається з річкою Секонг та впадає ліворуч до Меконгу.
У межах проекту долину річки перекрили комбінованою греблею, котра має розташовану у руслі бетонну ділянку із п'яти водпропускних шлюзів та бічні насипні частини. Разом з трьома дамбами вона утримує водосховище з об'ємом 30,7 млн м3.
Від сховища по правобережжю, в обхід розташованих нижче греблі порогів, прокладено підвідний канал довжиною 1,6 км. Із облаштованої на його завершенні водозабірної споруди беруть початок два тунелі завдовжки 0,6 км з діаметром 8 метрів, які подають ресурс до наземного машинного залу. Останній обладнаний двома турбінами потужністю по 110 МВт, що мають забезпечувати виробництво 815 млн кВт-год електроенергії на рік.
Відпрацьована вода по відвідному каналу завдовжки 0,2 км повертається у Срепок.
Видача продукції відбувається по ЛЕП, розрахованій на роботу під напругою 220 кВ.